# Лаконянки
«Лаконянки» — трагедия древнегреческого драматурга Софокла (V век до н. э.) на тему мифов о Троянской войне. Её текст почти полностью утрачен.
Действие пьесы происходит на заключительном этапе Троянской войны. Ахейские вожди Одиссей и Диомед проникают в осаждённую Трою, чтобы выкрасть палладий — статую богини Афины. Им помогает Елена, похищенная троянским царевичем Парисом жена царя Спарты Менелая. Судя по названию пьесы, хор состоял из служанок Елены, приехавших с ней из Лаконики, а значит, действие происходило в её доме.
Предположительно один из уцелевших фрагментов текста — часть речи Одиссея, обращённой к Диомеду. Одиссей говорит товарищу, что троянцы первыми нанесли обиду ахейцам, а значит, кража палладия вполне допустима.